# Ушарал
Ушарал (бывш. станица Стефановская с 1918 г., каз. Үшарал) — город в Казахстане, районный центр Алакольского района Жетысуской области. Город расположен на реке Тентек в 40 км западнее озера Алаколь. Природные условия благоприятны для животноводства и выращивания растений. Город расположен в Балхаш-Алакольской котловине между Джунгарским Алатау и хребтом Тарбагатай.
Кадастровый код — 271.

## География

### Климат
| Показатель                        | Янв.  | Фев.  | Март  | Апр. | Май  | Июнь | Июль | Авг. | Сен. | Окт.  | Нояб. | Дек.  | Год   |
| --------------------------------- | ----- | ----- | ----- | ---- | ---- | ---- | ---- | ---- | ---- | ----- | ----- | ----- | ----- |
| Абсолютный максимум, °C           | 6,6   | 13,5  | 26,2  | 33,5 | 38,2 | 39,5 | 42,3 | 41,0 | 40,2 | 31,2  | 22,5  | 14,4  | 42,3  |
| Средний суточный максимум, °C     | −6,4  | −3,8  | 4,3   | 17,7 | 24,3 | 29,6 | 31,8 | 30,8 | 24,9 | 16,0  | 5,8   | −2,4  | 14,4  |
| Средняя температура, °C           | −12   | −9,5  | −1    | 10,4 | 16,8 | 21,8 | 24,2 | 22,7 | 16,6 | 8,8   | 0,5   | −7,1  | 7,7   |
| Средний суточный минимум, °C      | −17,5 | −15,2 | −6,4  | 3,0  | 9,3  | 14,1 | 16,6 | 14,5 | 8,2  | 1,6   | −4,8  | −11,9 | 1,0   |
| Абсолютный минимум, °C            | −37,8 | −36,1 | −30,8 | −9,2 | −3,7 | 3,4  | 8,8  | 3,9  | −5,5 | −16,5 | −30,1 | −35,5 | −37,8 |
| Норма осадков, мм                 | 26,3  | 19,5  | 21,5  | 31,9 | 26,5 | 27,7 | 28,2 | 11,8 | 10,7 | 22,8  | 37,5  | 36,1  | 300,5 |
| Источник: Погода и климат Ушарала |       |       |       |      |      |      |      |      |      |       |       |       |       |

## История
В 1971 году Главное управление специального строительства МО СССР (ГУСС МО) сформировало 146 одсбр и направило её на строительство автодороги А-7 Актогай — Учарал — Бесколь — Коктума — Дружба, протяженностью 373,5 км. Строительство было завершено в 1977 году. В Учарале дислоцировалось управление (штаб) бригады.
В 1984 году станица получила статус города и новое имя — Учарал.
В окрестностях города имеется два военных аэродрома (Учарал и Учарал-2), на одном из них, в советский период, с 1970 года, базировался 27-й гвардейский истребительный авиационный полк. 
В июле 2017 года в Ушарале открыт аэропорт, который на первом этапе будет принимать авиарейсы из Астаны и Талдыкоргана.
Ушарал является культурным и экономическим центром района, с хорошо развитым малым и средним бизнесом. В городе есть 6 средних школ, 1 больница, 1 Гуманитарно технический колледж.
От города отходят дороги А 3,А 7, КВ-113,АЛ-124 - КВ-98,АЛ-109.А-355.

## Население
| Численность населения | Численность населения | Численность населения | Численность населения | Численность населения | Численность населения | Численность населения | Численность населения |
| 1959                  | 1970                  | 1979                  | 1989                  | 1991                  | 1999                  | 2004                  | 2005                  |
| --------------------- | --------------------- | --------------------- | --------------------- | --------------------- | --------------------- | --------------------- | --------------------- |
| 9916                  | ↗14 253               | ↗18 567               | ↘17 908               | ↗18 300               | ↘15 379               | ↘15 227               | ↗15 269               |
| 2006                  | 2007                  | 2008                  | 2009                  | 2010                  | 2011                  | 2012                  | 2013                  |
| ↗15 307               | ↗15 444               | ↗15 733               | ↗15 991               | ↗16 234               | ↗16 292               | ↗16 396               | ↗17 620               |
| 2014                  | 2015                  | 2016                  | 2017                  | 2018                  | 2019                  |                       |                       |
| ↘17 320               | ↗17 862               | ↗17 947               | ↘17 210               | ↗17 256               | ↘17 181               |                       |                       |

## Известные люди
- Булгаков, Айтакын Мухамедиулы (род. 1960) — народный поэт Казахстана.
- Михалёв, Владимир Петрович (род. 1949) — глава Комсомольска-на-Амуре (1991—2014).
- Русанов, Иван Васильевич (1925—1992) — полный кавалер ордена Славы[8].
- Тощенко, Викентий Никанорович — Герой Советского Союза.

## Улицы
Через посёлок проходит трасса А-3,и на юг А-7.На запад идёт КВ-113 (АЛ-124),на восток КВ-98( АЛ-109),на Алаколь КВ-99 (АЛ-110)